# Sarah Angelina Acland
Sarah Angelina «Angie» Acland (Broad Street, 26 de junio de 1849 – Park Town, 2 de diciembre de 1930) fue una fotógrafa amateur inglesa, conocida por hacer retratos y ser pionera de la fotografía en color. Fue considerada por sus contemporáneos como la precursora de la fotografía en color "como proceso para el aficionado viajero", debido a las fotografías que tomó durante dos visitas a Gibraltar en 1903 y 1904.

## Biografía

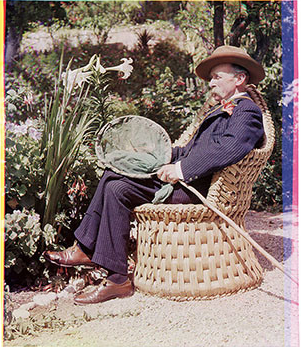
Coronel Willoughby Verner, 1903, fotografiado por Acland.

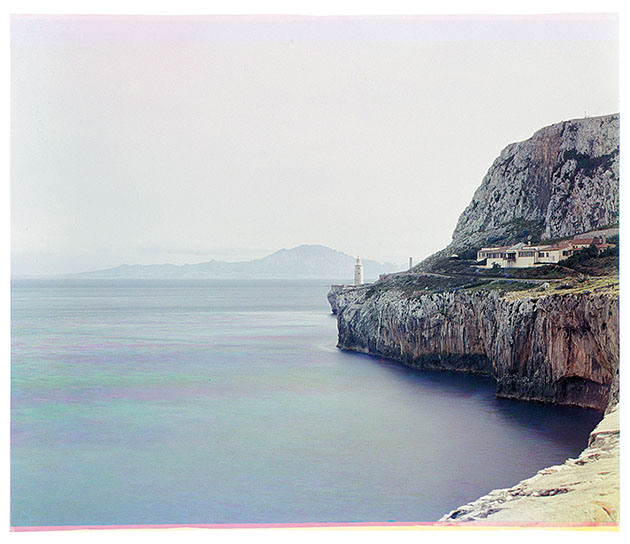
Vista del Faro de Punta Europa en Gibraltar, con la montaña africana Jebel Musa, a través del Estrecho, 1903

Sarah Acland era la hija de Sir Henry Wentworth Acland (1815–1900), profesor de Medicina en la Universidad de Oxford, y Sarah Acland (1815–1878), debido a quien el Hospital Acland de Oxford recibe su nombre. Sarah vivía con sus padres en el número 40-41 de la calle Broad, Oxford central.
Siendo niña, Sarah Acland fue fotografiada por Charles Lutwidge Dodgson (también conocido como Lewis Carroll) junto a su amiga Ina Liddell, la hermana de Alice Liddell. A los 5 años, el 20 de junio de 1855, ella y uno de sus hermanos presentaron una pala a Edward Smith-Stanley, 14.º Conde de Derby, Canciller de la Universidad de Oxford, en la colocación de la piedra fundacional del Museo Universitario de Oxford. El crítico de arte John Ruskin enseñó el arte de Sarah. Ella también conoció a varios miembros de la Hermandad Prerrafaelita, incluso ayudó a Dante cuando este pintaba los murales de la Unión Oxford.
A los 19 años, Acland conoció y recibió la influencia de la fotógrafa Julia Margaret Cameron. Ackland hizo retratos y tomó fotografías de paisajes. Por ejemplo, tomó un retrato del primer ministro William Gladstone durante una visita que realizó a Oxford. Tras la muerte de su madre en 1878, Sarah se convirtió en el ama de llaves de su padre en la casa familiar de la calle Broad, hasta su muerte en 1900. En 1885, creó un refugio para cocheros de la Cabmen's Shelter Fund, el cual permaneció allí hasta 1912.
Sarah Acland era miembro de la Sociedad Fotográfica Real (FRPS) y la Sociedad Real de Artes (FRSA). Nunca se casó y murió en 1930 en su casa de Park Town, Oxford.

## Pionera de la fotografía en color
Acland empezó a experimentar con la fotografía en color en 1899. Logró su primer trabajo usando los procesos de coloración de Ives Kromskop y Sanger Shepherd, que consistían en tomar tres fotografías usando filtros de color rojo, verde y azul. En 1903 Acland visitó su hermano Almirante en su casa en Gibraltar. Acland tomó fotografías de Punta Europa, en dirección Europa-África, de la flora presente en la residencia del Almirante, y del autor y ornitólogo coronel William Willoughby Cole Verner. En 1904 su trabajo fue expuesto en la Exposición Anual de la Sociedad Fotográfica Real de Gran Bretaña con 33 impresiones de tres colores bajo el título La Casa del Osprey, Gibraltar.
Más tarde utilizó el proceso placa autocroma de los hermanos Lumière, introducidos en 1907. Más adelante en su vida, después de la muerte de su padre, hasta su propia muerte en 1930, Sarah Acland vivió en Park Town, en el norte de Oxford, tomando allí muchas fotografías en color. También visitó y fotografió ampliamente la isla Atlántica de Madeira, quedándose en el hotel Reid al oeste de Funchal central.

## Legado

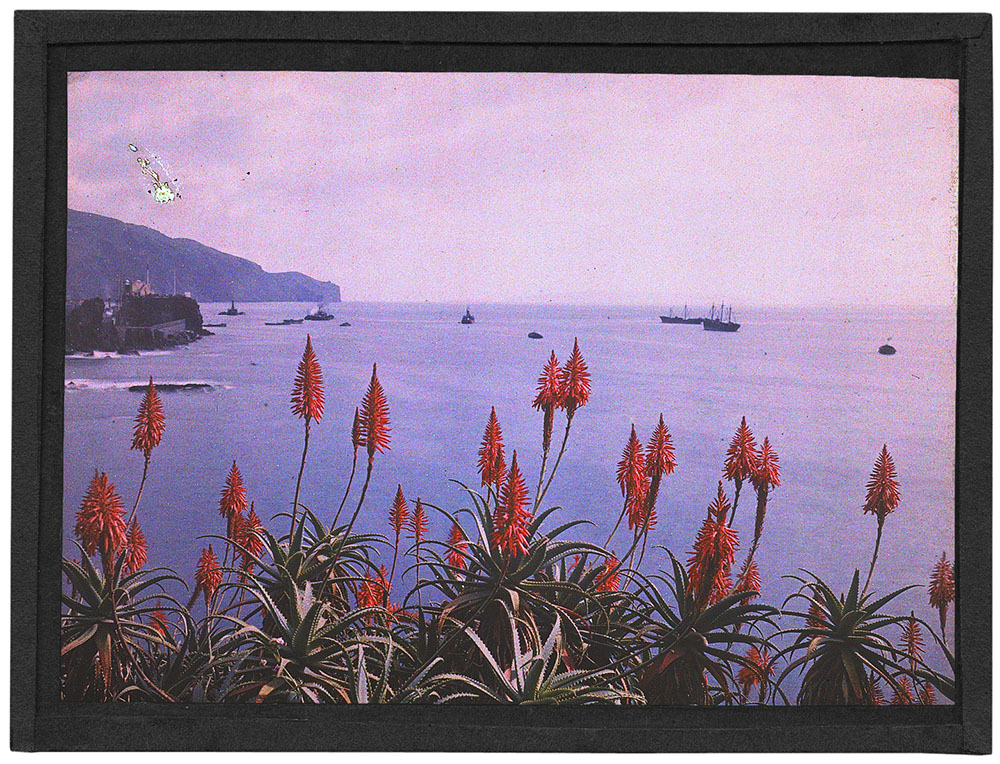
Bahía Funchal, Madeira, por Sarah Angelina Acland, c.1910.

Una colección de las fotografías de Acland está albergada en el Museo de la Historia de Ciencia en Oxford. La Biblioteca Bodleiana de Oxford tiene catálogos de sus álbumes de fotografía y papeles, (junto con los de su padre Henry Acland), datando del siglo XIX tardío.